# Lista episoadelor din RObotzi
Articolul reprezintă o listă cu episoadele serialului de desene animate, RObotzi, creat de CreativeMonkeyz. El apare săptămânal (în fiecare joi) și are ca personaje principale 2 roboți: MO și F.O.C.A..

## Sezonul 1 (2011)
Primul sezon din RObotzi a început pe data de 20 ianuarie 2011 și cuprinde 26 de episoade (dintre care 24 sunt episoade propriu-zise ale seriei, episodul 0 considerat episodul pilot și o ediție specială de 1 aprilie).
| # | Titlu          | Data apariției    |
| 0 | „Tatuaj”       | 20 ianuarie 2011  |
| MO își „tatuează” pe burtă un buton și încearcă să îl convingă pe F.O.C.A. să îl apese. După multe insistențe, F.O.C.A. apasă butonul, iar MO este propulsat către un perete al depozitului. |                |                   |
| 1 | „Vin”          | 27 ianuarie 2011  |
| F.O.C.A. găsește o sticlă de vin Château Lafite din 1787, iar MO îl roagă să îi pună puțin în pahar. F.O.C.A. îi pune condiția de a nu se îmbăta, însă se întâmplă exact invers. |                |                   |
| 2 | „Defect”       | 3 februarie 2011  |
| MO spune că vede o „p**ă roz din fier cu luminițe”, iar F.O.C.A., crezând că amicul său s-a defectat, încearcă să îl repare. În acest timp, MO captează diferite semnale radio, iar la finalul episodului F.O.C.A. își distruge amicul cu un ciocan. |                |                   |
| 3 | „Prieten”      | 10 februarie 2011 |
| Cei doi roboți poartă o discuție despre prietenie. F.O.C.A. îl testează pe MO, întrebându-l care este culoarea sa preferată; MO se suprasolicitează și aruncă în amicul său cu un pește și o ceapă, considerând că sunt pe gustul lui. F.O.C.A. menționează că el este singurul prieten al lui MO, însă acesta din urmă recunoaște că mai are unul, pe Vale (o variantă redesenată a robotului Wall-E, creat de studiourile de animație Pixar). Notă: Vale este primul personaj episodic introdus în serial. |                |                   |
| 4 | „Bilos”        | 17 februarie 2011 |
| O bilă spațială cade prin tavanul depozitului și aproape îl lovește pe MO. Cei doi roboți încearcă să descopere ce se află în interiorul acelei sfere. Crezând că este vorba de alcool, MO încearcă să ia bila, însă F.O.C.A. i se împotrivește și îl oprește pe MO folosindu-și scutul gravitațional. |                |                   |
| 5 | „Intrus”       | 24 februarie 2011 |
| Un robot american evoluat pe nume Awesometron, care vorbește limba română cu ajutorul unui program de traducere, pătrunde în depozitul păzit de MO și F.O.C.A., dorind să le ia locul celor doi. MO încearcă să îi demonstreze că nu este inferior, însă dă greș. În timpul nopții cei doi îl distrug pe Awesometron și își revendică locul în depozit. |                |                   |
| 6 | „Paralele”     | 3 martie 2011     |
| MO și F.O.C.A. se întreabă dacă există „roboate” și ajung la concluzia că într-un univers paralel, poate chiar ei sunt roboate. Versiunile lor feminine din altă dimensiune, MOna și robotul feminin F.O.C.A. ajung să se certe, totul pornind de la cum ar fi cel mai bine investit câștigul MOnei la loterie. |                |                   |
| 7 | „Tratament”    | 10 martie 2011    |
| F.O.C.A. este răcit, iar MO încearcă să-l vindece cu diverse pastile, care mai mult îi înrăutățesc starea de sănătate. După ce este vindecat de răceală, F.O.C.A. suferă o mutație; pentru asta primește de la MO o altă pastilă, iar episodul se încheie. |                |                   |
| 8 | „Huda”         | 17 martie 2011    |
| O gaură neagră se deschide între cei doi roboți. MO este confuz, iar F.O.C.A. încearcă să îi explice natura acelei găuri. MO vrea să arunce o bombă în ea, însă F.O.C.A. îi spune că efectele vor fi dezastruoase. Într-un final, MO aruncă o machetă de Dacia 1300, care strivește un trecător ce se delecta ascultând manele. Numărul de înmatriculare al mașinii este CJ 02 MO. |                |                   |
| 9 | „Gin”          | 24 martie 2011    |
| Din lampa fermecată găsită de F.O.C.A. iese un duh, care promite să le îndeplinească trei dorințe. MO cere un peștișor de aur, pe care îl înghite cu totul, iar F.O.C.A. dorește să fie făcut invizibil, însă este transformat în pensionar, dorința fiindu-i interpretată greșit. La final, F.O.C.A. își dorește să fie totul ca la început, iar duhul îi transformă pe amândoi în dinozauri. MO ar fi fost un T.Rex, iar F.O.C.A., un stegozaur. |                |                   |
| * | „3,14 ZDA”     | 1 aprilie 2011    |
| Episodul special „3,14 ZDA”, lansat pe 1 aprilie 2011, nu este un episod propriu-zis, ci o ediție specială de Ziua păcălelilor, dedicat tuturor fanilor serialului online. |                |                   |
| 10 | „Pufoshenia”   | 31 martie 2011    |
| În depozit apare un animăluț pufos. De câte ori aude o înjurătură își pune un strat de armură roz în jurul lui, iar când aude cuvinte frumoase își scoate câte unul. Într-un final, animăluțul este ucis de strănutul lui MO. După aceea, o voce zice „SWEETALITY”. |                |                   |
| 11 | „Psihic”       | 7 aprilie 2011    |
| F.O.C.A. își face apariția cu o carte de psihologie și îl hipnotizează pe MO, care ajunge într-un loc întunecat al minții sale. MO întâlnește o creatură monstruoasă, de la care primește o savarină, cu toate că F.O.C.A. l-a avertizat să nu cedeze tentațiilor. Apoi, în loc să treacă prin lumina verde așa cum ar fi trebuit, el trece prin cea roșie și ajunge în compania dublului său demonic, care, după cum s-ar crede, era cât pe ce să-l taie cu cuțitul. Când își revine din transă, MO îl urmărește pe F.O.C.A. cu un cuțit, având de gând să-l taie; episodul se încheie |                |                   |
| 12 | „Bomba”        | 14 aprilie 2011   |
| Printr-o gaură din acoperiș cade o bombă, iar cei doi roboți se gândesc cum să o dezamorseze. MO încearcă să fugă, însă ușa depozitului este închisă. Cu toate că F.O.C.A. vrea să taie firul verde al bombei, MO insistă să îl taie pe cel roșu. Ceasul bombei se oprește cu o fracțiune de secundă înainte de scurgerea timpului rămas până la impact, însă explozia are loc în cele din urmă. |                |                   |
| 13 | „Pascal”       | 21 aprilie 2011   |
| MO încearcă să-l prindă pe Renul lui Moș Crăciun cu un morcov. Mai târziu cade în capcană Iepurașul de Paști, confundat de MO cu un ren tâmpit. F.O.C.A. încearcă să-l convingă pe acesta că este iepurașul, dar MO este convins abia după ce simpatica ființă le-a dat ouă colorate, nu cadouri de Crăciun. În final, Moș Crăciun îi atacă pe cei doi cu o mitralieră, intrând spărgând acoperișul, pentru a-și recupera „renul”. |                |                   |
| 14 | „Dietatietoru” | 28 aprilie 2011   |
| MO și F.O.C.A. întâlnesc un robot care are meseria de vânzător ambulant. Acesta le prezintă „Dietătietorul”, o invenție magică care le oferă orice la comandă. MO l-a rugat pe F.O.C.A. să il cumpere și să il facă cadou de Ziua Bărbatului (5 mai). F.O.C.A. a cedat și i-a cumpărat produsul după ce a negociat de la 10.000 de mărci la doar 200. După puțin timp MO a umplut încăperea cu o mulțime de obiecte (cele mai multe nefolositoare) și a încercat să-i facă ciudă prietenului său, deoarece nu deține un dietătietor. |                |                   |
| 15 | „Kidnapare”    | 5 mai 2011        |
| F.O.C.A. este răpit de un OZN pentru a i se lua inteligența de către creierul și în același timp căpetenia roboților extratereștri. Crezând că așa i-a cerut prietenul său F.O.C.A., MO a intrat în raza de atracție a navetei spațiale. Când ajunsese în OZN, a crezut că se află într-un club de noapte. Ca să-l salveze pe camaradul său, MO și-a aruncat propriul cap și a folosit o expresie urâtă (Suge-o), care odată cu impactul frunții sale cu creierul extraterestrului șef, a început să fie utilizată în mod continuu și neîntrerupt de locuitorii navei. După ce s-a întors în depozit, F.O.C.A., în loc să-i mulțumească lui MO pentru că l-a salvat, i-a făcut morală cu privire la faptul ca a distrus inteligența formidabilă a roboților spațiali. |                |                   |
| 16 | „Grim”         | 13 mai 2011       |
| MO și F.O.C.A. sunt vizitați de Moartea cu coasa laser, care a venit ca să-i omoare. MO s-a certat cu aceasta, crezând la început că este un frizer futurist, iar F.O.C.A. i-a spus că, roboți fiind, acestia nu pot muri. Moartea i-a dus într-un autobuz vechi și mâzgălit, dar încă în funcțiune, motivarea lui fiind aceea că au un buget redus și nu au bani de teleportări adevărate, ca să le aștepte sfârșitul, însă cei doi roboți o conving pe Moarte să fie schelet pentru o școală la ora de biologie, până ruginesc ei. |                |                   |
| 17 | „Vocatie”      | 20 mai 2011       |
| Când MO îl întâlnește pe F.O.C.A, acesta îl întreabă ce ar face dacă nu ar fi paznic în depozit. Cel din urmă îi răspunde că ar fi un Pirat pe nume F.O.C.A. Cel Zbuciumat în căutarea comorilor de peste mări și țări, iar MO spune că ar vrea să fie un Ninja care s-ar antrena cu maestrul Tzuo-Taulin pe Insula Savarin. Cei doi ajung într-o confruntare, iar după explozia provocată de MO, ei rămân distruși la pământ în timp ce papagalul lui F.O.C.A. revendică comoara. |                |                   |
| 18 | „Control”      | 27 mai 2011       |
| După ce MO îl întâlnește pe F.O.C.A. apare o asistentă care a venit să le facă controlul anual celor doi. Aceștia se dau la ea, iar ea le spune să stingă lumina pentru a se simți cât mai bine. În cele din urmă asistenta pleacă, iar lumina se aprinde cand MO și F.O.C.A. se îmbrățișează, fiecare crezând că o îmbrățișează pe asistentă. |                |                   |
| 19 | „Mini”         | 3 iunie 2011      |
| F.O.C.A. apare cu un mini robot numit Pingu. Pingu îi spune lui MO că este noul lui asistent și că MO că este exemplarul eșuat de care a fost avertizat de către F.O.C.A., iar MO se înfurie și îi reproșează cuvinte vulgare. F.O.C.A. îl intreabă ecuații matematice simple pe MO, iar el îi răspunde cu totul altfel. Pentru a se dovedi diferența dintre cei doi, Pingu îi dă rezultatul corect la un calcul de sute de ori mai greu. MO pleaca și creează un mini robot numit Șto, asemănător cu MO, care repetă întruna propoziția „Be gu Mine?” (Bei cu mine?). MO îi cere lui Șto o Tequila, iar Șto îl îmbată, după câteva secunde făcând același lucru și cu Pingu. Șto și Pingu pleacă cântând, iar MO și F.O.C.A. rămân, MO spunându-i lui F.O.C.A că omul cât greșește, învață. |                |                   |
| 20 | „Mazga”        | 11 iunie 2011     |
| MO simte un miros urât crezând la început că este produs de F.O.C.A.. Se convinge că alta este sursa mirosului, iar apoi în peisaj apare mâzga, de culoare verde. RObotul maro a vrut să o împingă, dar a rămas blocat în ea. După ce a ieșit a încercat să o taie în bucăți și apoi să o „atace” cu un pistol cu apă, fără succes de ambele dăți. S-a gândit să o ude cu un sac cu apă, dar F.O.C.A. l-a sfătuit să facă Dansul ploii. După ce termină de dansat, o ploaie topește mâzga, iar mirosul dispare. MO constată că nu mai simte niciun miros, până când a apărut „flatulența” lui F.O.C.A. |                |                   |
| 21 | „Fredonare”    | 17 iunie 2011     |
| Lui MO îi tot vine o melodie în cap și nu se poate gândi la altceva. Îi explică lui F.O.C.A. situația, iar acesta încearcă să-l ajute, mai întâi făcându-l să se gândească la altceva, fără succes. Aduce apoi o mașinărie de detectat sursa unor obiecte și de transportat materie la locul respectiv. Portalul îl duce pe MO cu 10.000 de ani î.Hr., acolo unde are loc acțtiunea serialului Familia Flintstone (cântecul lui MO este de fapt melodia de deschidere a serialului) și, întâlnindu-se cu Fred, îl intreabă dacă el a făcut piesa respectivă. Fred afirmă că el zice „Yabba Dabba Doo!”. După ce încearcă să îi explice și lui MO expresia lui, robotul îl străpunge cu Sabia Ninja în gură. După ce MO pleacă, Barney vine cântând melodia detestată de MO, robotul deci greșind „victima”. La întoarcerea în depozit, F.O.C.A. îi amintește lui MO de melodie, MO neuitând-o deoarece nu a omorât pe cine trebuia. |                |                   |
| 22 | „Voiaj”        | 24 iunie 2011     |
| MO vine la F.O.C.A cu două bilete și-l întreabă ce înseamnă. După niște cuvinte sarcastice rostite de F.O.C.A., MO îi spune că sunt bilete de croazieră și vrea ca F.O.C.A. să vină cu el. După ce F.O.C.A. a ezitat, ei se trezesc naufragiați. Iar după încercările eșuate ale lui MO de a face focul și a găsi hrană, F.O.C.A. îl pune să scrie un mesaj de ajutor (S.O.S.) din pietrele de pe plajă, însă MO scrie „Tzatzichi” (un sos). |                |                   |
| 23 | „Destin”       | 1 iulie 2011      |
| După ce cei doi roboți se întălnesc apare o ghicitoare și începe să-i ghicească viitorul lui MO. După ce termină de ghicit viitorul îi dă lui MO un talisman. F.O.C.A. îi spune că îi dă doi stropi de țuică la schimb pentru talisman, iar MO se îmbată. |                |                   |
| 24 | „Berila”       | 8 iulie 2011      |
| F.O.C.A. vrea să vândă colecția de sticle ale lui MO ca să repare acoperișul. MO nu este de acord și încearcă să-l convingă pe F.O.C.A. să nu vândă sticlele amintindu-și momente amuzante din trecut care au legătură cu ele. Văzând că F.O.C.A. nu cedează, MO îl șantajează pe F.O.C.A. cu un set de cătușe roz pe care F.O.C.A. le are aminitire din altă dimensiune. Acesta este și ultimul episod din sezonul 1. |                |                   |

## Sezonul 2 (2011)
Al doilea sezon a început pe 22 septembrie 2011 și cuprinde 14 episoade (13 propriu-zise și o ediție specială de Crăciun).
| # | Titlu                | Data apariției     |
| 1 | „Onomastica”         | 22 septembrie 2011 |
| Cei doi roboți aniversează un sezon de activitate. MO îi aduce lui F.O.C.A. o sticlă cu o băutură alcoolică fabricatie și îl îmbată pe acesta, astfel încât în acea zi au ieșit în oraș. Mai întâi, MO povestește că au bătut măr niște pinguini, F.O.C.A. contrazicându-l și spunând că de fapt au fost bătuți de niste măicuțe, nu de pinguini; apoi MO spune că au fost aplaudați de public într-un club când cântau o melodie specifică lui când e beat, F.O.C.A. zicând că de fapt în cântecul lui cânta altceva (în cântec a fost adăugat un cuvânt urât), ținând și microfonul invers, iar cei de acolo i-au dat afară. MO a zis mai târziu că i-a plăcut când o tipă i-a dus la grădină zoologică și s-au jucat cu un șarpe, adevărul spus de F.O.C.A. fiind că aceea nu era o grădină zoologică, ăla era un tip și cu ce s-au jucat ei nu era un șarpe. În final, o voce groasă și lentă spune „Cine să trăiască!”. |                      |                    |
| 2 | „Licurici”           | 29 septembrie 2011 |
| F.O.C.A. lucrează la un amplificator cerebral, iar MO aduce cu el un licurici de război pe care cei doi îl dezarmează folosind strigătele. F.O.C.A. se bucură că a fost doar unul, iar MO spune „Da, da, ce bine!” în frică, în depozit aflându-se o cutie cu licurici „made in China”. |                      |                    |
| 3 | „Eusebiu”            | 6 octombrie 2011   |
| F.O.C.A. își termină aparatul de amplificare celebrală, pe care MO și-l pune pe cap, devenind mult mai inteligent decât era înainte, ba chiar mai inteligent ca amicul său. Schimbându-și total aspectul și numele în Eusebiu, acesta face ironii la adresa camaradului său, considerându-se mai deștept. F.O.C.A., nemaisuportând toate acestea, îi întinde lui Eusebiu o capcană, prin care speră să-l aducă înapoi pe vechiul MO. |                      |                    |
| 4 | „Evilos”             | 13 octombrie 2011  |
| F.O.C.A. termină de construit un detector de pluraniu, iar un robot malefic pe nume Evilos își face apariția, dorind să fure invenția. Fară să bănuiasca faptul că MO și-a bătut joc de toată munca lui F.O.C.A., Evilos este redirecționat către o sală de dușuri plină de roboți gay. |                      |                    |
| 5 | „Gogoshar”           | 20 octombrie 2011  |
| Un polițist pe nume Plutonieru Jderu vine să-i amendeze pe cei doi roboți datorită chefului dat de MO în depozit. Beat fiind, MO nu realizează că acesta este un polițist și îl insultă în mai multe feluri, numindu-l și „gogoșar” (conform stereotipului că polițiștii sunt mari mâncători de gogoși); Plutonieru este totuși convins să ia parte la cheful lui MO. |                      |                    |
| 6 | „Beznos”             | 27 octombrie 2011  |
| MO reușește, printr-o năzbâtie, să aducă beznă în tot depozitul, fiind îngrozit din cauza întunericului. F.O.C.A îi plătește pe Șto și Pingu să-l sperie și mai rău, deghizați în fantomă. |                      |                    |
| 7 | „Fomist”             | 3 noiembrie 2011   |
| Lui MO îi vine pofta de shaorma și comandă una de la un robot neîngrijit și plin de microbi. Imediat după ce o mănancă, acestuia i se face rău și o vomită pe toată pe F.O.C.A.. |                      |                    |
| 8 | „Super”              | 10 noiembrie 2011  |
| MO își dorește să fie supererou. După mai multe încercări, printre care amintim o versiune oarbă de-a lui Batman, o versiune latino a lui Superman, a cărui singură slăbiciune este gramatica limbii române și pe omul invizibil (sau mai de grabă, omul transparent), acesta și-a găsit în sfârșit personajul: Drujban, un supererou cu drujbă, care, în loc să rezolve problemele, le agravează. MO omoară un robot feminin în vârstă încercând să-i salveze pisica. |                      |                    |
| 9 | „Plictis”            | 17 noiembrie 2011  |
| MO nu știe ce să mai facă din cauza plictiselii, ajungând să-și creeze un prieten imaginar pe nume Petrică, pe care i-l fură F.O.C.A.. MO a încercat să se spânzure, însă nu a reușit, căci acesta nu are gât, iar F.O.C.A. termină episodul cu câteva versuri. |                      |                    |
| 10 | „Concurs”            | 24 noiembrie 2011  |
| Cei doi roboți participă la un concurs de stand-up comedy. Văzând ca MO are mai mult succes și haz ca el, F.O.C.A. trișează dându-l jos pe amicul său de pe scenă, astfel câștigând și concursul. MO, când spunea glumele, tot zicea „în p*la mea”. |                      |                    |
| 11 | „Artific”            | 1 decembrie 2011   |
| MO dă un foc de artificii cu ocazia zilei naționale a României (deși camaradul său F.O.C.A. nu prea are încredere în el). Pe cer, în loc să apară steagul României, apare cel al Republicii Centraficane. |                      |                    |
| 12 | „Reportaj”           | 8 decembrie 2011   |
| MO îl convinge pe F.O.C.A. să îl filmeze, dar la montaj răspunsurle lui F.O.C.A. sunt la fel, doar întrebările sunt diferite. MO este reporter la Știrile MOTV. |                      |                    |
| 13 | „Virus”              | 15 decembrie 2011  |
| În acest episod, MO vine la F.O.C.A. să îl întrebe unde îi e crucea lui de când era preot deoarece are de sfințit niște turbați din depozit care l-au mușcat. F.O.C.A. dându-și seama că e vorba de un virus îl cheamă pe un vechi prieten numit Bitalău. Bitalău sosește și îl bagă pe MO în carantină și se duce să elimine zombalăii din depozit. În timpul acesta, MO e infectat complet, iar F.O.C.A. îl duce la Bitalău să îl dezinfecteze. Bitalau îl dezinfectează pe MO, însă lasă carantina pusă pentru ca F.O.C.A. să o dea jos când va vrea. După 9 zile, MO - plictisit - îl întreabă pe F.O.C.A. cât mai are de stat, acesta zicându-i că dacă închide ochi și vede negru înseamnă că mai trebuie să stea, astfel pacălindu-l. |                      |                    |
| * | „Sarbatori fericite” | 24 decembrie 2011  |
| Episodul special de Crăciun, lansat în noaptea dintre 23 și 24 decembrie 2011, este o ediție specială de Crăciun. Acest filmuleț poartă, de fapt, chiar denumirea de „Sărbători Fericite”, ca o urare tuturor fanilor serialului animat. MO și F.O.C.A. decorează pomul de Crăciun, care este atât de mare, cu atât de multe beculețe, încât sunt nevoiți să lase întreaga planetă fără curent electric pentru a-l aprinde. De asemenea, acest desen animat are și o temă de deschidere diferită, de sezon, prezentându-l pe F.O.C.A. drept o cutiuță muzicală care interpretează melodia celebrului colind „We Wish You a Merry Christmas”. |                      |                    |
| 14 | „Subtil”             | 12 ianuarie 2012   |
| MO îi povestește lui F.O.C.A. cum a cucerit o roboată de revelion (sau relevion) și îi spune că are o întâlnire cu ea în ziua respectivă. Fiind un adevărat "gentleman", MO vrea să-i dea iubitei sale câteva cadouri "în stilul lui". F.O.C.A. îl sfătuiește să fie mai "subtil". Ca și cum nu s-ar fi știut, robotul ruginit o dădu în bară, oferindu-i fetei un cadou prea "subtil". |                      |                    |
| 15 | '„Datorie”'          | 21 ianuarie 2012   |
| MO defectează cel mai nou aparat creat de F.O.C.A., stricând o piesă care costa 80.000 RON și e nevoit să îi dea înapoi în 5 zile. Prima dată îi dă 20.000 , banii fiind procurați astfel: negăsind nimic pe jos, robotul ruginit fu nevoit să cânte "GEZ" pe bani. Neprimind nimic altceva decât câteva înjurături, MO și-a schimbat afacerea, tăcând pe bani. Ziua următoare a fost într-un club, unde a cheltuit tot ce avea. În a patra și ultima zi a primit un telefon misterios, fiind informat că dacă protestează primește 5.000, după care, după încă un apel primit, câștigă 15.000 dacă se oprește din protest. MO află apoi că F.O.C.A. a obținut 100.000 de la Guvernul României, folosindu-se de protestele lui, apoi i-a dat acele apeluri în glumă. Furios, distruge încă o dată aparatul. Notă: Episodul se axează pe fondul protestelor împotriva Guvernului Boc-Băsescu din ianuarie 2012.               |                      |                    |
| 16 | „Fuflet”             | 27 ianuarie 2012   |
| Dezamăgit ca F.O.C.A. e supărat pe el căci i-a distrus invenția (vezi episodul trecut), MO încearcă să-l distragă pe acesta, vrând să-l amuze, însă fără succes. Văzând asta, MO făcu un pact cu spurchetu' (diavolul) dându-i la schimb Fufletu' (ursulețul de pluș la care ținea cel mai mult), la schimb pentru ca amicul său să repare aparatul. După ce satana făcu schimbul, MO fu uluit că invenția lui F.O.C.A. pentru care-și vânduse Fufletu' era un aparat care făcea doar bule de săpun pătrate! |                      |                    |
| * | „ACTA”               | 4 februarie 2012   |
| Acesta este un episod de protest împotriva ACTA (în română: Acordul comercial de combatere a contrafacerii); în acest episod nu sunt prezenți MO și F.O.C.A., nici alte personaje ale serialului. Notă: Videoclipul a fost scos de pe situl oficial CreativeMonkeyz la o zi după postare, însă a fost re-postat pe 6 februarie. |                      |                    |
| 17 | „OZN”                | 11 februarie 2012  |
| MO bea toată cafeaua din termosul lui F.O.C.A., făcând supradoză de cofeină și devenind hiperactiv și făcând o mulțime de lucruri în viteză, după care, rămânând fără energie, merge la transportatorul de OZN (O Zeama Neagra) și îi fură cutiile cu cafea. |                      |                    |
| 18 | „Proportie”          | 17 februarie 2012  |
| MO găsește un re-escalator dimensional, căruia îi pune niște baterii de la acvariul cu pești vulcanici, după care îl micșorează pe F.O.C.A., căruia îi spune "Miclaus", după care, la ordinul amicului său, îl redimensionează astfel încât ajunge atât de mare încât sparge acoperișul. Dorind să îl facă la loc, MO se micșorează singur accidental. Nemaiputând fi adus la normal, F.O.C.A. este nimerit de un excrement de pasăre și plouat. |                      |                    |
| 19 | „Mat”                | 24 februarie 2012  |
| MO găsește o așa-zisă geantă de lemn fără mîner care se dovedește a fi o tablă de șah. F.O.C.A. vrea să-i arate lui MO cum se joacă, dar MO tratează totul în stil tipic. |                      |                    |
| 20 | „Mărțișor”           | 1 martie 2012      |
| Pe cealaltă dimensiune, MOna e nemulțumită că nu a primit mărțișor. F.O.C.A. îi dă unul, apoi sună telefonul și MOna o sună pe altă roboată și-și bate joc de F.O.C.A. |                      |                    |
| 21 | „Terasa”             | 10 martie 2012     |
| F.O.C.A. inventează un laser anti-înjurături. MO nu se lasă și scoate o oglindă prin care razele laser distrug depozitul. |                      |                    |
| 22 | „Pornache”           | 16 martie 2012     |
| MO vrea să-i arate lui F.O.C.A. un pink-ray(după blue-ray) cu un film porno în care MO se laudă că joacă, dar de fapt este o reclamă la prezervative |                      |                    |
| 23 | „Banile”             | 30 martie 2011     |
| MO face bani dintr-un post de radio - TragicFM(parodie după MagicFM). |                      |                    |

## Sezonul 3 (2012)
| # | Titlu                                 | Data apariției     |
| 1 | „Pseudoname”                          | 17 mai 2012        |
| |                                       |                    |
| Acesta este primul episod din sezonul 3 (S03). MO, la sfârșitul episodului, s-a deghizat într-un om de știință englez, iar F.O.C.A., într-o doamnă. Ați observat că lumânarea de pe masă este în formă de „dildo”? |                                       |                    |
| 2 | „Boboleu”                             | 24 mai 2012        |
| |                                       |                    |
| MO salvează un robot de talie mică numit Boboleu. |                                       |                    |
| 3 | „Hobby”                               | 1 iunie 2012       |
| |                                       |                    |
| F.O.C.A. îl invită pe MO la parașutism, dar în timpul zborului, MO își amintește că i-a cerut cu o seară înainte(beat fiind, într-un limbaj de neînțeles) să-l lase să taie parașutele. |                                       |                    |
| 4 | „Proiect”                             | 8 iunie 2012       |
| |                                       |                    |
| F.O.C.A. îl cheamă pe MO să-l ajute să testeze un trans-accelerator care se face scrum și apoi îl întreabă dacă nu se pricepe la vreun proiect. MO își amintește că l-a pictat pe F.O.C.A., dar în realitate s-a pictat pe sine. |                                       |                    |
| 5 | „Colet”                               | 16 iunie 2012      |
| |                                       |                    |
| MO așteaptă un colet, dar sosește unul cu alt destinatar. MO și F.O.C.A. se suie în RinoCerb să ajungă la destinatar care tocmai plecase pe bicicletă la ei să schimbe coletul. Notă: Apariție cameo a pisicii Nyan. |                                       |                    |
| 6 | „Desert”                              | 23 iunie 2012      |
| |                                       |                    |
| În acest episod, MO face o boacănă la calculator și îl teleportează împreună cu F.O.C.A. în deșert. |                                       |                    |
| 7 | „Prezentare”                          | 1 iulie 2012       |
| |                                       |                    |
| MO și-a invitat în depozit un prieten pe nume Doc cu care să petreacă pe muzică dubstep dată la volum maxim, tocmai în ziua în care F.O.C.A. se pregătea pentru o prezentare importantă. E doar o chestiune de timp până când F.O.C.A. află că nu este ceea ce pare. |                                       |                    |
| 8 | „Comoara”                             | 16 iulie 2012      |
| |                                       |                    |
| MO și F.O.C.A. se scufundă în Marea Neagră pentru a găsi o comoară pierdută, dar li se fură vasul. Îi oferă unui pescar o bucată de fier ruginit în formă de opt ca să-i ducă la mal, mințindu-l că este un obiect valoros. |                                       |                    |
| 9 | „Jaf”                                 | 22 iulie 2012      |
| |                                       |                    |
| MO îi fură un dispozitiv lui F.O.C.A. și dă vina pe o vereviță, creatura hoață cu blană inventată de el. |                                       |                    |
| 10 | „Mascaradă”                           | 5 august 2012      |
| |                                       |                    |
| MO și F.O.C.A. merg la un bal mascat organizat de consiliul directoral cu tema oceanului. F.O.C.A. face greșeala vieții lui confundând-o pe fiica directorului, fata de care este îndrăgostit, cu MO. Note: 1. Acest episod prezintă un exemplu fin de ironie la adresa numelui unui personaj, întrucât robotul F.O.C.A. vine la bal deghizat într-o focă. 2. Videoclipul marchează debutul în serie a directorului institutiei unde lucrează cele două personaje principale, însă nu ne dăm seama cum arată de fapt, deoarece este mascat în pinguin. |                                       |                    |
| 11 | „Sejur”                               | 2 septembrie 2012  |
| |                                       |                    |
| F.O.C.A. îi propune lui MO să meargă împreună la munte, însă acesta vrea o vacanță la mare. Lui F.O.C.A. nu îi surâde ideea și îl insultă pe MO, comparându-l cu o femeie. Scena se mută în universul paralel în care cei doi roboți sunt de sex feminin și se bucură de o zi la plajă, în timp ce se contrazic între ele. |                                       |                    |
| 12 | „Speis”                               | 20 septembrie 2012 |
| |                                       |                    |
| Cei doi RObotzi merg într-o misiune spațială. Când nava lor este lovită de meteoriți, MO încearcă să repare părțile avariate folosindu-se de bucați din aliaj, pană când din vehicul nu mai rămâne mare lucru. Note: 1. Acest episod refolosește gluma din episodul pilot Tatuaj. 2. Episodul stă la baza unui joc creat de CreativeMonkeyz pentru mobil numit RObotzi Fartravel, joc inspirat din FlappyBird (acum indisponibil). 3. Acțiunea din videoclip are o continuare.                                                                         |                                       |                    |
| 13 | „Sugstanță”                           | 4 octombrie 2012   |
| |                                       |                    |
| MO ia bea urina lui F.O.C.A. crezând că este doar o substanță creată de el în laborator și are diverse halucinații. Note: 1. Acest episod prezinta o scurta parodie la jocul Mario. 2. Apare cântat pentru câteva secunde pe fundal Menuetul lui Luigi Boccherini. |                                       |                    |
| 14 | „Macheciau”                           | 12 octombrie 2012  |
| |                                       |                    |
| MO și F.O.C.A. merg într-o expediție la Polul Nud pentru a prinde o creatură mitică cu trei ochi numită Macheciau: F.O.C.A. îl vrea pentru pluraniu, iar MO vrea să se răzbune. |                                       |                    |
| 15 | „Piftel”                              | 23 octombrie 2012  |
| |                                       |                    |
| F.O.C.A. așteaptă vizita prietenului său obez pe nume Alin care a ajuns ținta ironiilor răutăcioase ale lui MO, pe care îl poreclește Piftel. Acesta slăbise considerabil pentru a-i închide gura robotului. Notă: Acest episod are și un cântec umoristic interpretat cu vocea lui MO care descrie personajul obez într-o manieră exagerată. |                                       |                    |
| 16 | „Vârcolac”                            | 16 noiembrie 2012  |
| |                                       |                    |
| MO îl surprinde și îl sperie pe F.O.C.A. îi face o farsă de Halloween. |                                       |                    |
| 17 | „Condiment”                           | 1 decembrie 2012   |
| |                                       |                    |
| În acest episod cei doi RObotzi gătesc propriile lor versiuni pentru puiul umplut. |                                       |                    |
| 18 | „Nicolae”                             | 6 decembrie 2012   |
| |                                       |                    |
| În acest episod special făcut cu ocazia zilei de Sfântul Nicolae MO a pus în depozit o pereche de cizme imense, deși F.O.C.A. nu este de acord. |                                       |                    |
| 19 | „MO (feat. Pufoshenia) - Ler is MOre” | 22 decembrie 2012  |
| |                                       |                    |
| Episod special de Crăciun: Acest episod nu este construit în jurul unui fir epic sau a unei situații, ci este un cântec comic cu elemente grafitti în care MO și Pufoșenia dezbat originile și sensul cuvântului ler , des întrebuințat în colindele cântate de Ștefan Hrușcă. Notă: Acest videoclip marchează a doua apariție a Pufoșeniei și este unul din puținele episoade în care F.O.C.A. are un rol minor (singurele sale cuvinte rostite în cântec au fost sufletul petrecerii)                                                                |                                       |                    |
| 20 | „Meserie”                             | 1 februarie 2013   |
| |                                       |                    |
| F.O.C.A. îi propune lui MO să se angajeze ca vânzător pentru a plăti căldura, dar el ajunge vândut în cele din urmă. |                                       |                    |
| 21 | „Atracție”                            | 9 februarie 2013   |
| |                                       |                    |
| După tentative eșuate de a cumpăra mașini de la țigani, MO își comandă o mașină de pe internet, cu scopul de a atrage fetele. |                                       |                    |
| * | „Harlem Shake”                        | 15 februarie 2013  |
| |                                       |                    |
| Nu este un episod oficial al seriei, ci dansul Harlek Shake (tendință a internetului la acea vreme) realizat de toate personajele apărute în serie pană în acest moment. |                                       |                    |
| 22 | „Soluție”                             | 28 februarie 2013  |
| |                                       |                    |
| Aici ni se arată că Harlem Shake este un vis ciudat pe care MO l-a avut după ce a băut o soluție din laboratorul lui F.O.C.A. |                                       |                    |
| 23 | „Star”                                | 9 martie 2013      |
| |                                       |                    |
| MO descoperă un zombie pe care îl transformă în vedetă. |                                       |                    |
| * | „Ciue Fatza Ai”                       | 21 martie 2013     |
| |                                       |                    |
| Un episod special în care acțiunea nu se derulează pe un fir epic. Acesta este un cântec cu puternice influențe folclorice românești care descrie în mod comic urâțenia unei persoane. Notă: Este al treilea episod muzical din serie dupa Piftel și Ler is MOre. |                                       |                    |

## Sezonul 4 (2013)
| # | Titlu       | Data apariției     |
| 1 | „Săgeata”   | 7 iunie 2013       |
| Acest episod marchează a treia apariție a lui Pingu (după episoadele Mini și Soluție), personaj care este folosit de către MO pentru un joc de săgeți. |             |                    |
| 2. | „Binoclu”   | 21 iunie 2013      |
| MO îi fură lui F.O.C.A. binoclul pe care îl folosea pentru a o spiona pe Zeta, o fată robot grăsuță de care era atras. |             |                    |
| 3. | „Inundație” | 5 iulie 2013       |
| Lui F.O.C.A. îi picură apă din tavan în cap, iar cei doi RObotzi își aminesc de momentul în care a avut loc o inundație în depozit. |             |                    |
| 4. | „Skater”    | 20 iulie 2013      |
| MO participă la un concurs de skateboard pe care îl pierde, având în vedere că are o roată în loc de picioare. |             |                    |
| 5. | „Pescuit”   | 26 august 2013     |
| MO și F.O.C.A. ajung în burta unui monstru marin după ce încearcă să pescuiască ceva, dar reușesc să îî găsească creierul și îl folosesc pentru a-l controla. |             |                    |
| 6. | „Invenție”  | 13 septembrie 2013 |
| MO vrea să se înscrie la un concurs de inventică pentru a-i dovedi lui F.O.C.A. faptul că este capabil să creeze ceva. După copac-iscălitorul (o mașinărie care scoate din copaci însemnările lăsate de cuplurile de îndrăgostiți), un laser care scanează organismul uman (sau robot) și identifică alimentele consumate și nivelul caloriilor, dar F.O.C.A. îl atenționează de efectele secundare pe care le poate avea pentru sănătate, MO reușește să creeze călătoria în timp. Notă: Acest episod intră în contradicție cu altele din serie, întrucât MO este lipsit de inteligență, dar a reușit să creeze trei invenții, în timp ce F.O.C.A. în acest timp nu a terminat nici măcar una. De asemenea, călătoria în timp exista și înainte de această ocazie, după cum se vede în episodul din sezonul 1, Fredonare. Este însă posibil ca acțiunea din acest videoclip să aibă loc înainte de evenimentele din Fredonare.                         |             |                    |
| 7. | „Nevăzut”   | 5 octombrie 2013   |
| Lui F.O.C.A. îi lipsește aparatul la care a lucrat și observă că totul din depozit lipsește. MO pune furtul pe baza unui ninja invizibil pe nume Ninja Umbră Rece Dimineața Gheară De Corb Ochi De Gheață Inimă Oțelită Săgeată Aprinsă Pumn De Jar Picior de Cocor Furia Invizibilă a.k.a. Gașpar. Crezând că îl confruntă pe ninja, îl prinde de fapt în cușcă pe F.O.C.A. devenit invizibil cu aparatul recuperat. |             |                    |
| 8. | „Pedeapsa”  | 14 noiembrie 2013  |
| MO a observat că un orfelinat pentru copii surdo-muți a rămas fără curent electric și vrea să găsească vinovatul și să-l pedepsească. În cele din urmă s-a dovedit că vinovatul este chiar el însuși. Note: 1. Acest episod marchează a doua apariție a Morții și a doua apariție a alter-ego-ului lui MO, tentativa de supererou Drujban Dușman. 2. Apare o referință la Piramida o serie creată de grupul Creative Monkeyz. |             |                    |
| 9. | „Parci”     | 5 decembrie 2013   |
| MO organizează o petrecere fastuoasă, dar uită să invite lumea. |             |                    |
| 10. | „Crăciun”   | 24 decembrie 2013  |
| Sătul de materialismul și de dependența de tehnologie a copiilor din ziua de azi, Moș Crăciun a demisionat din funcție, și-a înecat amarul în alcool, a făcut accident cu sania și aterizat pe acoperișul celor doi roboți. MO și F.O.C.A. s-au oferit să salveze Crăciunul, livrând cadourile în locul său. Notă: A doua apariție a lui Moș Crăciun în serie după episodul Pascal. Una din rarele ocazii când întâlnim în serie un personaj uman. |             |                    |
| 11. | „Cap”       | 19 ianuarie 2014   |
| MO își pierduse capul la propriu, dar aflăm că se aflase în compartimentul din interiorul lui F.O.C.A. |             |                    |
| 12. | „MOda”      | 26 februarie 2014  |
| MO vine cu idei ciudate, dar originale de design pentru diverse îmbrăcăminte. F.O.C.A. îl critică foarte aspru, iar apoi îi fură ideile și devine celebru în locul său. |             |                    |
| 13. | „Vlog”      | 19 martie 2014     |
| F.O.C.A. dorește să participe la un concurs de invenții cu ceva original, dar toți concurenții îi copie ideea din cauza vlogului lui MO. |             |                    |
| 14. | „Cuvinte”   | 30 martie 2014     |
| După ce se joacă cu integrame și află sensul cuvântului epitaf, MO se întreabă care ar putea fi ultimele sale cuvinte. |             |                    |
| 15. | „Comic”     | 7 mai 2014         |
| MO îi arată lui F.O.C.A. niște costume de cosplay prin intermediul cărora întruchipează personaje din diverse seriale pentru Comic Con. Notă: Acest episod a fost prezentat la festivalul East European Comic Con unde au participat cei din grupul CreativeMonkeyz, creatorii seriei. |             |                    |
| 16. | „Examen”    | 30 iulie 2014      |
| MO și F.O.C.A. trebuie să dea un examen oral pentru a se dovedi vrednici de mărirea salariului. Lui MO îi cade cel mai greu subiect, însă ia nota maximă, păcălindu-și profesorul examinator. Note: 1. Subiectul episodului este o referință la examenul de bacalaureat care se ține de obicei în perioada de vară. 2. Pe tabelul cu notele la examen apar numele diverșilor youtuberi precum Ninja Ramo (membră a echipei CreativeMonkeyz) și Codrin Bradea. |             |                    |
| 17. | „Planeta”   | 17 noiembrie 2014  |
| F.O.C.A. îi spune lui MO că trebuie să meargă până la satelit, iar acesta lui MO îi răspunde speriat că nu se mai duce în spațiu vreodată după ce s-a întâmplat ultima dată: ni se prezintă într-un flashback cum cei doi roboți au fost pierduți în spațiu și au fost trași de gravitația unei planete extraterestre. Note: 1. A patra apariție a Pufoșeniei după episoadele Pufoshenia, Harlem Shake and Ler is MOre. 2. Continuare a evenimentelor din episodul Speis și din jocul Robotzi Fartravel. 3. Episodul conține o ironie subtilă la adresa campaniei electorale pentru președinție care a avut loc în anul 2014. |             |                    |
| 18. | „Cadou”     | 20 februarie 2015  |
| F.O.C.A. i-a ascuns darurile lui MO în spatele unui seif, dorind astfel să se răzbune pe acesta pentru momentele din copilărie când i-a furat cadourile de Crăciun. Seiful poate fi deschis doar cu comandă vocală dacă se pronunță la perfecție propoziția Check the kitsch chicken in the checkered kitchen, ceea ce MO nu este capabil să facă. Note: 1. Acest episod plasează acțiunea din serialul RObotzi în viitor, fiind confirmat faptul că toate evenimentele din serie se desfășoară după anul 2086. 2. Apar parodii ale diverselor colinde de Crăciun: Trei păstori, Steaua sus răsare și O, brad frumos ! 3. Un non-sens este prezentarea celor doi ca fiind copii într-un flashback, în ciuda faptului că roboții nu se dezvoltă în timp asemeni organismelor vii. Este posibil totuși ca acelea să fi fost doar versiunile lor prototip și că memoriile și inteligența lor artificială să li se fi transferat în versiunile lor actuale. |             |                    |
| 19. | „Truc”      | 9 mai 2015         |
| MO îi prezintă lui F.O.C.A. o serie de trucuri fără sens ca în final să îi arate Biblia. |             |                    |
| 20. | „Seama”     | 29 septembrie 2015 |
| Roboții își amintesc de momentele când au jucat ruleta rusească sau când MO a încercat să elimine grăsimea de pe burtă cu detergent de vase. MO își dă seama că un anumit tip de spray produce lăcrimarea. Notă: Referință la cântecul formației O-zone De ce plâng chitarele? |             |                    |
| 21. | „Val”       | 12 decembrie 2015  |
| F.O.C.A. este îngrijorat de valurile de imigranți musulmani, în timp ce MO are chef de arte marțiale, dorind să-i arate că stilul său de luptă rezolvă orice problemă. Note: 1. Este a doua oară când ni se prezintă stilul de arte marțiale inventat de MO numit Phoo-Thai, după Bilos (Episodul 4, din Sezonul 1). 2. Acest episod este o reacție la războiul civil din Siria și criza migrației, evenimente încă în desfășurare. Echipa CreativeMonkeyz a postat un video despre această problemă.. |             |                    |
| 22. | „Îngheț”    | 3 martie 2016      |
| MO și F.O.C.A. sunt nevoiți să repare o țeavă de gaz într-o zi geroasă de iarnă. |             |                    |
| 23. | „Poker”     | 17 mai 2016        |
| MO nu poate abandona un joc online de Poker în momentele când trebuie să facă reparații împoreună cu F.O.C.A. |             |                    |
| 24. | „Hipnoză”   | 1 iunie 2016       |
| MO vrea să încerce hipnoza pe F.O.C.A., dar sfârsește în a se hipnotiza pe el însuși. |             |                    |

## Sezonul 5 (2016)
| # | Titlu               | Data apariției    |
| 1 | „Copac”             | 23 decembrie 2016 |
| În acest episod Mo încearcă să cumpere un brad de crăciun. |                     |                   |
| 2 | „Fin”               | 13 aprilie 2017   |
| Descoperim un nou loc din universul mirific al celor doi ruginiti legendari, carora li se alatura "Uatiu" - un fin "dozator"de probleme si umor. |                     |                   |
| 3 | „Somn”              | 6 mai 2017        |
| MO suferă de o afecțiune interesantă și se chinuie să o trateze. |                     |                   |
| 4 | „Curent”            | 21 decembrie 2017 |
| Sa ploua! |                     |                   |
| 5 | „Deratizare”        | 20 mai 2018       |
| |                     |                   |
| * | „Un Milion Special” | 9 octombrie 2018  |
| |                     |                   |
| 6 | „OM”                | 9 februarie 2019  |
| În acest episod, MO și F.O.C.A încearcă să facă un om de zăpadă. |                     |                   |
| 7 | „BAC”               | 27 mai 2019       |
| Bacalaureat (prescurtat "Bac") = pedeapsă. |                     |                   |
| 8 | „COCA”              | 25 decembrie 2019 |
| În acest episod, MO este răpit de doi gangsteri, Chip și Deles (a nu se confunda cu Chip și Dale), din Cartierul Francez, așa că F.O.C.A încearcă să-l salveze din ghearele celor doi. Asta până când acesta află că MO i-a doborât deja pe cei doi cu făină. |                     |                   |
| * | „TRACKACHULA”       | 3 februarie 2020  |
| Trackachula, cel mai freestyle lansat "spumant" direct din laborator! In episodul special, MO, descopera doua lucruri de o importanta vitala: RObotzii au o iarna grea (spre deosebire de noi) si F.O.C.A. da chef lunea! |                     |                   |
| 9 | „COVIDEL”           | 25 martie 2020    |
| Acest episod reprezintă o viziune a roboților asupra carantinei unei pandemii, asemenea celei de COVID-19. |                     |                   |
| 10 | „COVIDEL.2”         | 26 mai 2020       |
| In cea de-a doua parte a povestii Covidel, MO isi noteaza impresiile din izolare si-l acuza pe F.O.C.A. de lucruri dubioase. Ce dement! |                     |                   |
| 11 | „Cupidrona”         | 24 februarie 2021 |
| In glorioasa aventura a celor doi RObotzi in cautarea unei partenere compatibile, folosind tehnologie de ultim minut din China (aka Cupidrona) MO pare sa-si gaseasca perechea. F.O.C.A. nu. Pentru ca pute. Bine, amandoi put, dar diferit. |                     |                   |
| 12 | „Tren”              | 29 decembrie 2021 |
| În acest episod, MO îl dezgustă pe F.O.C.A. cu tradițiile sale ideale pentru un Crăciun în stilul RObotzilor (ca "supică de cap de pește putrezit umplut cu doi cârnați", "sarmale inverse, în foi de barză", și ceva de genul "entertentantmatant" (parodie la "entertainment"), ca "MOlograma" (hologramă creată chiar de însuși MO)). Imediat după aceea, MO îi aminti lui F.O.C.A. că a pierdut trenul de Brașov, dar, la un moment dat, chiar atunci când MO aparent i se alătură lui F.O.C.A., spunându-i că au prins, din fericire, trenul de Brașov, acesta realizează că a greșit trenul, amândoi îndreptându-se spre Budapesta, și nu spre Brașov, controlorul dându-i afară pe cei doi lăsându-i în pustiu. Chiar și în cele din urmă, F.O.C.A. realizează că acest MO era, de fapt, o "MOlogramă", adevăratul MO rămânând acasă, ca să pregătească Crăciunul promis de acesta, astfel păcălindu-l pe F.O.C.A.. |                     |                   |
| 13 | „Jniti”             | 26 decembrie 2022 |
| 14bgcolor="#5be55b" \| | „1Mai”              | 1 mai 2023        |
| În acest episod, F.O.C.A. îi prezintă lui MO un nou coleg pe nume Sorin, pe care l-a invitat să se alăture grătarului tradițional de 1 Mai. În timpul grătarului, Sorin le provoacă dezgust lui MO și F.O.C.A., iar mai târziu, acasă, MO si F.O.C.A. iau hotărârea să se predea preventiv pentru o presupusă crimă ce urmează să aibă loc în aceeași seară. |                     |                   |

## Shorts
Începând din 2023 au fost postate numeroase episoade scurte de format Shorts. Acestea sunt postate pe YouTube Shorts, Instagram Reels și TikTok. O mare parte  dintre episoade reprezintă reclame pentru Sprite.
| Titlu                    | Data apariției     | Reclamă Sprite? |
| „Du Gunoiu”              | 17 aprilie 2023    | Nu              |
| „Nervi la Volan”         | 1 noiembrie 2023   | Nu              |
| „Telefon”                | 9 noiembrie 2023   | Nu              |
| „BMB”                    | 24 noiembrie 2023  | Da              |
| „La Multi Ani, Romania!” | 1 decembrie 2023   | Nu              |
| „Sosete”                 | 1 decembrie 2023   | Nu              |
| „GPS”                    | 2 decembrie 2023   | Da              |
| „Cum Face Sarpele”       | 4 decembrie 2023   | Nu              |
| „Test de Reflex”         | 8 decembrie 2023   | Da              |
| „Incins”                 | 15 decembrie 2023  | Da              |
| „Pizza”                  | 22 decembrie 2023  | Da              |
| „Brad”                   | 27 decembrie 2023  | Da              |
| „Topor”                  | 17 mai 2024        | Nu              |
| „Groapa”                 | 5 iunie 2024       | Da              |
| „Desert”                 | 31 iulie 2024      | Da              |
| „Papaya”                 | 16 septembrie 2024 | Da              |
| „Halloween”              | 31 octombrie 2024  | Da              |
| „Afara”                  | 20 decembrie 2024  | Da              |
| „Supa”                   | 21 decembrie 2024  | Da              |
| „SPF”                    | 14 august 2025     | Nu              |